# ニック・シェンク
ニック・シェンク（Nick Schenk、1965年11月12日 - ）は、アメリカ合衆国の脚本家。クリント・イーストウッド監督の『グラン・トリノ』でデビュー。

## 経歴
ミネソタ州フリドリーで育ち、同州コロンビア・ハイツの高校で学んだ。1989年、ミネアポリス・カレッジ・オブ・アート・アンド・デザインを卒業した。2008年、『グラン・トリノ』で映画脚本家デビューを果たす。その後、2014年に『ジャッジ 裁かれる判事』、2018年に『運び屋』を手がけた。

## フィルモグラフィー

### 長編映画
- グラン・トリノ Gran Torino （2008年） - 脚本・原案
- ジャッジ 裁かれる判事 The Judge （2014年） - 脚本・原案
- 運び屋 The Mule （2018年） - 脚本

## 受賞
- 2008年 - ナショナル・ボード・オブ・レビュー賞 - オリジナル脚本賞（『グラン・トリノ』）[8]